# 대구대곡초등학교
대구대곡초등학교는 대한민국 대구광역시 달서구 도원동에 있는 공립 초등학교이다.

## 학교 연혁
- 1995년 2월 17일 : 학교 설립인가(26학급 편성)
- 1996년 9월 1일 : 대구대곡초등학교 개교(26학급 편성)
- 1996년 9월 1일 : 초대 이일수 교장 부임
- 1997년 2월 20일 : 제1회 졸업 (졸업생 116명)
- 1997년 3월 1일 : 36학급 편성
- 1997년 3월 7일 : 병설유치원 개원(1학급)
- 1997년 9월 1일 : 30학급 편성 (대구도원초등학교로 전출 6학급)
- 1998년 2월 19일 : 제2회 졸업 (졸업생 161명)
- 1999년 2월 19일 : 제3회 졸업 (졸업생 321명)
- 1999년 9월 1일 : 제2대 허승인 교장 부임
- 2000년 2월 18일 : 제4회 졸업(졸업생 314명)
- 2001년 2월 20일 : 제5회 졸업(졸업생 304명)
- 2002년 2월 19일 : 제6회 졸업 (졸업생 331명)
- 2003년 2월 14일 : 제5회 졸업(졸업생 304명)
- 2003년 9월 1일 : 제3대 김춘호 교장 부임
- 2003년 11월 20일 : 신관 준공(16개교실)
- 2004년 2월 13일 : 제8회 졸업 (졸업생 361명)
- 2004년 9월 1일 : 제4대 김명구 교장 부임
- 2005년 2월 16일 : 제9회 졸업 (졸업생 301명)
- 2006년 2월 17일 : 제10회 졸업 (졸업생 306명)
- 2006년 3월 1일 : 제5대 김정개 교장 부임
- 2007년 2월 17일 : 제11회 졸업 (졸업생 282명)
- 2007년 3월 1일 : 39학급 편성
- 2008년 2월 21일 : 제12회 졸업 (졸업생 240명)
- 2009년 2월 16일 : 제13회 졸업 249명 (3569명 졸업)
- 2009년 9월 1일 : 제6대 박노보 교장 부임
- 2010년 2월 10일 : 제14회 졸업식(졸업생 236명)
- 2010년 3월 1일 : 33학급 편성
- 2011년 2월 16일 : 제15회 졸업식 (졸업생 178명: 총3971명)
- 2011년 3월 1일 : 34학급 편성
- 2012년 2월 16일 : 제16회 졸업식 (누계 총 4,148명)
- 2012년 3월 1일 : 제7대 이진길 교장 부임
- 2012년 3월 1일 : 34학급 편성
- 2013년 2월 15일 : 제17회 졸업식(졸업생 174명: 총4,322명)
- 2013년 3월 1일 : 33학급 편성
- 2014년 2월 14일 : 제18회 졸업식(졸업생: 148명: 총4,470명)
- 2014년 3월 1일 : 제8대 변상련 교장 부임
- 2014년 3월 1일 : 33학급 편성
- 2015년 2월 17일 : 제19회 졸업식(졸업생: 128명: 총4,598명)
- 2015년 3월 1일 : 31학급 편성
- 2015년 12월 23일 : 시청각실 구축(동관 2층)
- 2016년 2월 4일 : 제20회 졸업식(졸업생 125명, 총 4,848명)
- 2016년 3월 1일 : 27학급 편성
- 2017년 2월 15일 : 제21회 졸업식 (졸업생 134명, 총 4,982명)
- 2017년 3월 1일 : 제9대 배인숙 교장 부임
- 2017년 3월 1일 : 24학급 편성

## 참고 자료
- 대구대곡초등학교 - 한국교육학술정보원 학교알리미